# إليز أديس
إليز أديس (بالإنجليزية: Elise Addis)‏ هي لاعبة كرة قدم أمريكية، ولدت في 26 يوليو 1987 في قرية إلك غروف في الولايات المتحدة. شاركت مع منتخب الولايات المتحدة تحت 23 سنة للسيدات لكرة القدم ‏. أما مع النوادي، فقد لعبت مع شيكاغو رد ستارز.